# José Manuel Aramayo
Aramayo  Villena est un nom espagnol. Le premier nom de famille, en général paternel, est Aramayo ; le second, en général maternel, souvent omis, est Villena.
José Manuel Aramayo Villena, né le 15 août 2002, est un coureur cycliste bolivien. Il est membre de l'équipe continentale Pío Rico.

## Biographie
José Manuel Aramayo est originaire du département de Tarija. Il pratique le cyclisme depuis son plus jeune âge. Dans les catégories de jeunes, il participe à la fois à des compétitions sur route, sur piste en VTT,. En 2011, il devient champion national chez les moins de dix ans. Sept ans plus tard, il établit un nouveau record national sur piste chez les juvéniles, dans la discipline du 200 mètres. Il se classe ensuite septième du championnat panaméricain sur route en 2019 parmi les juniors (moins de 19 ans).
Entre 2021 et 2024, il réalise de bonnes performances aux championnats panaméricains espoirs en terminant à quatre reprises parmi les dix premiers. Il représente par ailleurs son pays aux Jeux bolivariens, aux Jeux sud-américains ou encore aux championnats du monde espoirs. Durant cette même période, il obtient plusieurs victoires et diverses places d'honneur dans des courses boliviennes, brésiliennes ou argentines. On peut notamment relever ses trois titres de champion de Bolivie espoir, ou encore son succès sur l'édition 2023 de la Clásica 1° de Mayo. 
Lors de la saison 2025, il s'impose sur une étape du Tour de Mendoza, sous les couleurs de l'équipe Pío Rico. Il passe aussi tout proche d'un succès de prestige au mois d'août en terminant deuxième d'une étape du Tour de Colombie. Sur piste, il est sacré champion de Bolivie du keirin.

## Palmarès sur route

### Par année
- 2021
  -  Champion de Bolivie sur route espoirs
  - 7e du championnat panaméricain sur route espoirs
- 2022
  - 2e du championnat de Bolivie sur route espoirs
  - 5e du championnat panaméricain sur route espoirs
- 2023
  - Clásica 1° de Mayo
  - 3e étape de la Vuelta a Cochabamba
  - 3e étape de la Vuelta a Potosí
  - 2e du championnat de Bolivie du contre-la-montre espoirs
  - 2e du Grande Prémio de Santa Catarina
  - 3e du Grand Tour de Ciclismo de SC
  - 6e du championnat panaméricain sur route espoirs
- 2024
  -  Champion de Bolivie sur route espoirs
  -  Champion de Bolivie du contre-la-montre espoirs
  - 7e du championnat panaméricain sur route espoirs
- 2025
  - 5e étape du Tour de Mendoza
  - 2ea étape du Tour du Sud de la Bolivie

### Classements mondiaux
| Année            | 2021 | 2022 | 2023 | 2024 |
| ---------------- | ---- | ---- | ---- | ---- |
| UCI America Tour | 156e | 60e  | 61e  | 189e |

## Palmarès sur piste

### Championnats nationaux
- 2025[6]
  -  Champion de Bolivie du keirin
  - 2e du championnat de Bolivie de l'élimination
  - 2e du championnat de Bolivie du scratch
  - 2e du championnat de Bolivie de la course aux points